# René Joly (chanteur)
Pour les articles homonymes, voir René Joly (homonymie) et Joly.
René Joly est un chanteur, compositeur, musicien, réalisateur artistique et producteur musical français né le 7 octobre 1946 à Calais. Il est principalement connu pour avoir composé et interprété la chanson Chimène en 1969 ainsi que pour avoir fait partie de la distribution originale de Starmania.

## Biographie
Il grandit à Blériot, hameau de Sangatte. Il découvre la musique anglo-américaine grâce à une radio pirate nommée Radio Caroline émettant d'un bateau depuis les eaux internationales de la Mer du Nord. Dans le même temps il découvre le rythme avec une assiette et deux cuillères, ce qui le motive à économiser jusqu'à pouvoir s'acheter sa première caisse claire. Étant mineur, il demande à son frère aîné de miser son argent au tiercé. Avec l'argent des gains il s'achète une batterie au carrefour de la musique à Paris. Entre ses douze et dix-huit ans, il joue de la batterie au sein de deux groupes locaux : les Dauphins, puis les Costers. En parallèle il obtient un diplôme de décorateur à l'École des Beaux arts de Calais. Il monte à Paris en novembre 1965 où il devient le leader d'une nouvelle formation, Les Masters, et participe entre autres à des jams au Bilboquet. Le groupe se dissout le 31 décembre 1968. Il décide à ce moment d'arrêter la batterie. 
Dès janvier 1969 il commence à apprendre la guitare et le piano en autodidacte. Dans sa chambre située au 14 rue de Lourmel il compose trois chansons : Chimène, Château de craie et À demain mon amour. Il les propose à son producteur dans l'optique de les faire interpréter par quelqu'un d'autre. Celui-ci l'encourage à les interpréter une fois les textes écrits par Gérard Manset. Il enregistre Chimène et Château de craie en mai, les titres sont publiés le 3 juillet. Le single est refusé par la plupart des stations de radio excepté Europe 1. Michel Lancelot qui y animait une émission apprécie beaucoup Chimène et commence à la diffuser. Les autres stations de radio suivent et le titre connaît un succès exponentiel,, se vendant pour commencer à 10 000 exemplaires quotidiens. Ceci pendant près de six mois. Le titre La Châtelaine (paroles de Pierre Grosz et musique d'Alain Goldstein/Jean-Claude Vannier) connaît aussi un succès radio en 1973. 
En 1976 il collabore avec Étienne Roda-Gil. Ensemble, ils écrivent l'album L'enfant qui de temps en temps ne voulait plus être un enfant. C'est la première fois qu'il compose des musiques en partant de textes. 
En 1978, il auditionne pour un rôle dans l'opéra-rock Starmania. Michel Berger, qu'il avait déjà rencontré, le sélectionne et lui attribue le rôle de l'extraterrestre. Il participe à l'enregistrement de l'album studio la même année et y interprète une chanson intitulée L'air de l'extraterrestre qui ne figure pas dans les rééditions de l'album toutefois. L'année suivante il crée sur scène le personnage de « Roger-Roger, le présentateur-évangéliste TV » lors des représentations données au Palais des congrès de Paris aux côtés, entre autres, de Daniel Balavoine et France Gall. 
Après avoir fait écouter une composition à Jean-Pierre Bourtayre, celui-ci fait en sorte qu'il s'associe avec Didier Barbelivien. De cette collaboration résultera le single Je t'attends publié en 1980. L'année suivante, il soumet d'autres compositions à Claude Righi, alors responsable artistique au sein de la maison de disques Barclay qui lui permet de réaliser l'album Entre chien et loup. Cet album marque le début de sa collaboration artistique avec son épouse, Corinne Sinclair, autrice de la plupart des textes de l'album. À ce jour, René Joly est toujours très satisfait de ce disque. Les textes sont écrits par Sarah Soskine (pseudonyme de Corinne Sinclair), toutes les musiques sont composées par René Joly et les arrangements sont réalisés par le claviériste et pianiste Gérard Bikialo. Les ventes de l'album restent malgré tout confidentielles, des résultats décevants que René Joly attribue au manque de promotion de son album. 
Son album de 1983  Saravah, écrit en collaboration avec Didier Barbelivien, ne rencontre pas le succès : sur les 6 chansons de l'album, seul le titre Saravah est diffusé à la radio. 
Comme à son ami Gérard Manset, il lui est reproché de ne faire ni scènes ni concerts. De ce fait, sa discographie ne comprend aucun enregistrement en public.   
Le répertoire de René Joly est très riche grâce aux différents auteurs qui ont signé ses titres. Parmi eux, on peut citer bien entendu Gérard Manset pour l'album Chimène, mais aussi Eddy Marnay (La Cour du roi musicien, 1969), Étienne Roda-Gil (album L’enfant qui de temps en temps ne voulait plus être un enfant en 1976 et chanson La Guerre des étoiles en 1977), Boris Bergman (Prière) ou Didier Barbelivien (Saravah, 1983). Malgré ces auteurs de renom et ses reprises d'œuvres de Michel Berger (Viens dans mes nuages) et Jacques Prévert (Les enfants qui s'aiment, musique de Joseph Kosma), son nom disparaît peu à peu du devant de la scène française.
À partir de 1984, la vie professionnelle de René Joly devient très difficile. Il participe à quelques émissions télévisées de 40° à l'ombre sur FR3, puis tombe ensuite dans une certaine misère et le dénuement, d’autant plus que ses chansons sont rarement diffusées à la radio. À compter de la deuxième moitié des années 1980, il produit et participe à la réalisation artistique de plusieurs disques dont ceux de Christine Roques. René Joly est toutefois pris en main en 1990 par La roue tourne, association de Janalla Jarnach qui vient en aide aux artistes dans le besoin : il y reçoit une écoute, et de bons conseils. Il participe par la suite à de nombreuses foires régionales, départementales, ou municipales, dont la foire d’Annonay, ou animations de grandes surfaces.
En 1998, paraît l'album Mon royaume de cailloux, avec une version acoustique de Chimène  et l'inédit "le premier matin d'amour"  de Gérard Manset , son ami de longue date.. Le disque est encensé par la critique, mais les ventes restent confidentielles. 
Jeanne Mas reprend la chanson Chimène sur son album Les Amants de Castille en 2003, mais cette reprise ne permet pas pour autant à René Joly de refaire surface. 
Il prend sa retraite en 2007, avec un suivi par l'association La roue tourne.
Le 18 décembre 2015 paraît un nouvel album, Comme un charme, disponible sur les plates-formes de streaming et de téléchargement de musique. Le projet de ce disque est né avec Claude Puterflam, directeur du studio Gang, fan de la première heure de René Joly, donateur régulier, et adhérent de l'association La roue tourne, et qui avait déjà enregistré le disque Starmania en 1978 où participait déjà René Joly (rôle de Roger-Roger, le présentateur de la télévision) : 4 clips ont été enregistrés, et diffusés sur le net à partir de 2012 (voir site de René Joly).
Il vit aujourd'hui à une trentaine de kilomètres de Paris.

## Dans la culture populaire
Sa reprise en français du générique de Star Wars datant de 1977 s'est fait connaître sur Internet à l'époque de la sortie du septième volet de la saga.

## Discographie

### Albums
- 1969 : Chimène, album EMI/Pathé Marconi réédité en 1998 dans L'Intégrale 69/72, 2 CD chez Magic Records.
Cette réédition comprend : les 10 titres de l'album Chimène, ainsi que deux face b et quatre 45 tours — dont les adaptations de Amazing Grace traditionnel rendu célèbre par Judy Collins, The Court of the Crimson King du groupe progressif King Crimson et Wreck of The Hesperus du groupe progressif Procol Harum — et des titres inédits de 1970 et 1971 dont Les enfants qui s'aiment de Jacques Prévert.
- 1976 : L'enfant qui de temps en temps ne voulait plus être un enfant (Asylum).
- 1981 : Entre chien et loup (Barclay).
- 1983 : Saravah (RCA).
- 1998 : Mon royaume de cailloux (As de cœur).
- 1998 : L'Intégrale 69/72 (EMI/Pathé/Magic).
- 2015 : Comme un charme (Hexagonal Music).

### Participations
- 1978 : Starmania, René Joly y interprète le titre Starmania (l'air de l'extraterrestre), Warner Music. Ce titre fait partie de ceux supprimés des rééditions CD.
- 1979 : Starmania, le spectacle, réédition 2 CD, Warner Music.